# 中国—加纳关系

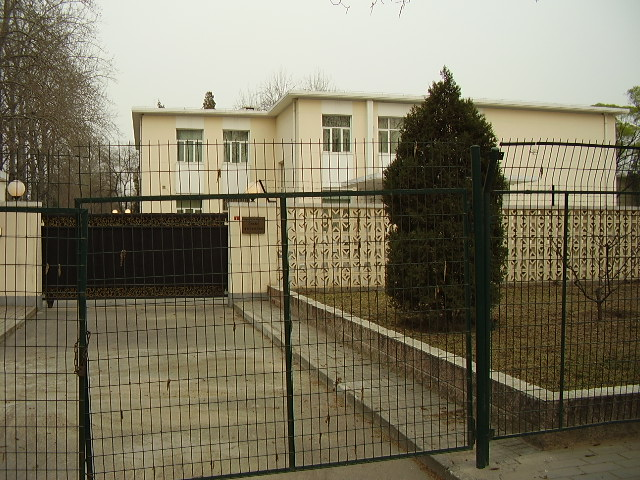
加纳駐華大使館

中國—加纳关系（英語：China–Ghana relations），是指歷史上的中國和加纳（包括現在中華人民共和國與加纳共和國）之間的雙邊關係。中華人民共和國與加纳在1960年建交，1966年斷交，1972年復交；截至2014年，中華人民共和國是加納的最大投資國，而加納則是中華人民共和國第二大的工程承包市場。

## 歷史

### 古代
南宋書籍《诸蕃志》最早提及一個名為「茶弼沙」的古國，元朝書籍《大德南海志》、《异域志》、《纪古滇说》和《島夷志略》都有提及這個地名；根據《诸蕃志》記述，「茶弼沙」大量出产黃金，房屋樓高七层，每一层有一戶人家，帝王穿着战袍、戴上皇冠:395。有學者認為這個地方是現今的加纳:395，但亦有史學家認為「茶弼沙」即是歐洲。
有學者認為，鄭和下西洋的船隊在1419年夏天到達納米比亞，直至同年秋天才回航，有時間繼續探索非洲西部，所以鄭和的船隊有可能曾到訪尼日利亞、加納等西非國家。

### 加纳独立後

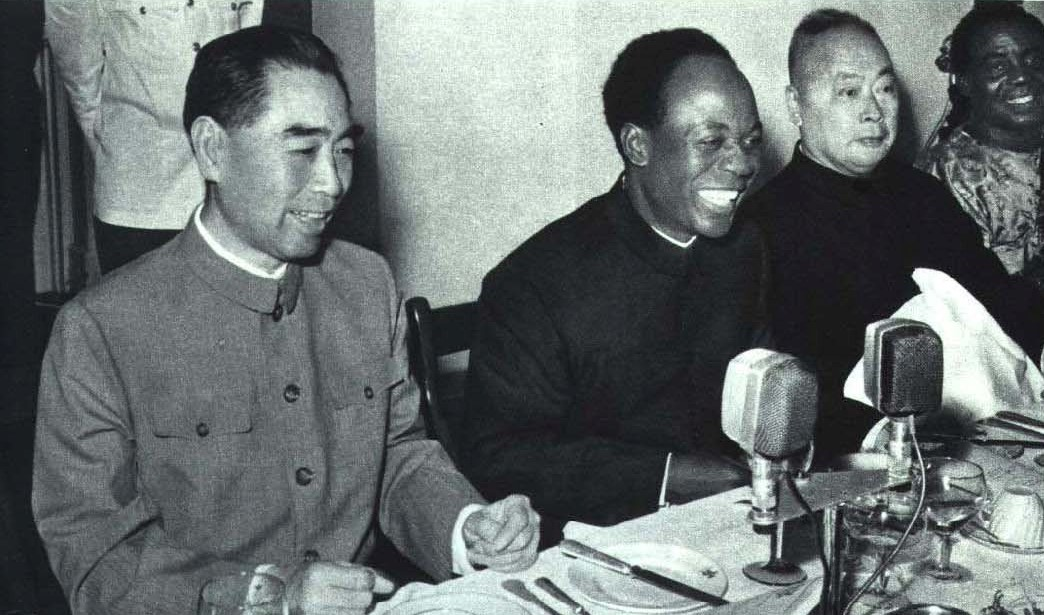
1964年中国代表团访问加纳，周恩来与恩克鲁玛

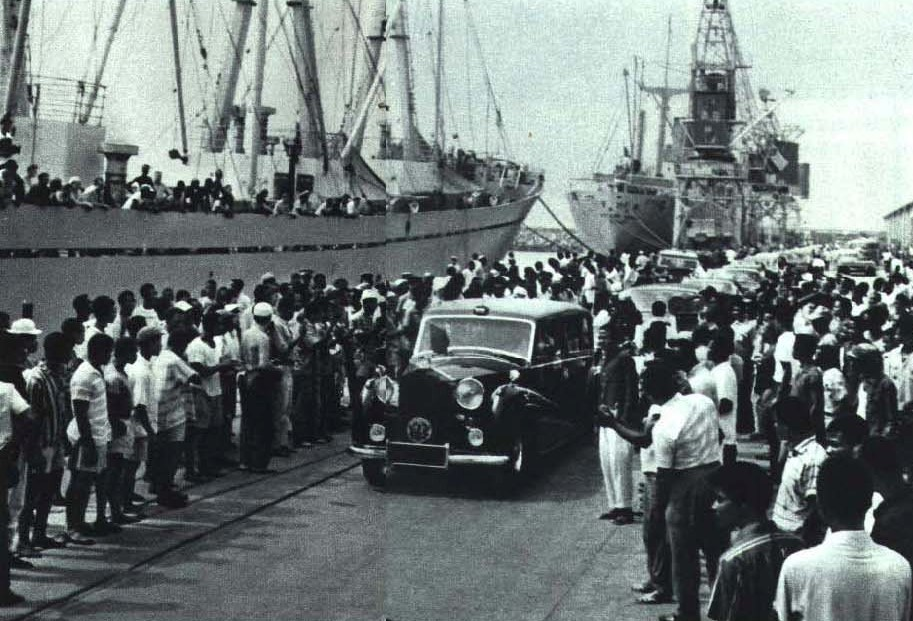
1964年，中国代表团访问加纳，周恩来、陈毅到加纳特马

加纳在1957年取得独立，成为英联邦的自治领——加纳自治领:661。此後，中華人民共和國派了時任国务院副总理的聂荣臻元帅到當地參與独立庆典，受到加纳总理夸梅·恩克魯瑪的接见；恩克魯瑪主動表示，加纳願意早日與中華人民共和國建交，也希望中華人民共和國能派遣专任使节到加纳:160。其後，中華人民共和國国务院总理周恩来致函恩克鲁玛，希望两国能建立邦交，又同意與加纳磋商有關問題；但是，加纳政府後來降低了與中華人民共和國建交的意願，認為中華人民共和國派員参加独立庆典，已經是承认了两国間存在邦交，不用互相派駐代表；已退到台灣的中華民國此後派员訪問加纳，派出的代表受到恩克鲁玛接見:161–162。
1960年7月1日，加纳成立了共和政體（加纳共和國），恩克鲁玛成為加纳总统；在加纳的邀請下，中華人民共和國政府派遣驻几内亚大使柯华參與恩克鲁玛的就職庆祝典礼:162。恩克鲁玛其後接见了柯华，並同意與中華人民共和國建立外交關係；最後，中華人民共和國和加纳在同月5日建立邦誼，互相派駐大使:162。中華人民共和國和加纳的联合公报是加纳外長在桌上拿張纸來起草的，他在中方代表同意公报內容後抄了一份，自己簽署後請對方簽署；兩國建交的手续只花了十餘分钟，頗為快速:68。
1961年，恩克鲁玛访问中国，期間看見中華人民共和國的领导人穿著中山装，很欣赏這種服裝；於是，周恩来指示相關部门特別造一套中山装，送給恩克鲁玛:357。後來，恩克鲁玛遭到行刺未遂，臉部受傷，加纳國勢趨向不穩定；有外國領導人因而取消訪問加纳，但周恩来于1964年如常出訪當地，又建議直接在總統下塌的地方洽談，不需要總統親自到機場迎接:355。周恩来到達恩克鲁玛居住的城堡，恩克鲁玛帶中方一行人看望自己的妻子和兒女；這在非洲是不常見的，因為非洲人一般只許家人看自己妻子的容貌:358。其後，周恩来與恩克鲁玛打乒乓球，由隨行的陈毅做裁判:359。

### 加纳發生政变後
1966年2月，恩克鲁玛再度访問中国，加纳剛巧發生了军事政变，政府被陸軍將領約瑟夫·亞瑟·安克拉推翻；中華人民共和國仍然以接待总统的禮節來接待恩克鲁玛，按原訂计划欢迎他，後來才給他看有關加纳政变的報導。
1966年下半年，中華民國外交官楊西崑在加纳的機場遭到兩名中華人民共和國外交人員的謾罵，事件被當地記者目睹，他們要求驅逐中華人民共和國的人員:6；但是，中華人民共和國駐當地大使館對此予以否認:167。而且，政变後的加纳政府斷絕與共產主義國家的聯繫，不過沒有與中華人民共和國斷交:166；加纳政府驱赶當地所有中国技術专家，限制中華人民共和國駐當地大使馆的馆员人数，又宣佈大使馆有三名外交官是「不受歡迎人物」，要求他們離境:201。同年10月，加纳以中華人民共和國支持恩克鲁玛餘黨為由，與中華人民共和國斷絕邦交。此後，中華民國希望與加纳建立外交關係，並曾在1967年8月派團訪問當地:166–167。
其後，科菲·布西亞掌政，他領導下的加纳政府承認與中華人民共和國斷交是個歷史錯誤，現在希望恢復與中華人民共和國的邦誼；當時的加纳政府支持中華人民共和國在联合国佔有一席，但不支持排斥现有的联合国成员国，暗示不赞成驱逐中華民國，故中華人民共和國认为應继续观察加纳是否真誠想復交:201–202。後來，伊格內修斯·庫圖·阿昌龐在1972年1月上台執政，同年2月與中華人民共和國恢復外交關係:290。
2013年中旬，加纳政府以非法采金為由，拘捕當地124名中華人民共和國公民；中華人民共和國驻加纳大使馆關注加纳有關當局在事件中的执法方式，要求加纳當局停止這類行动，保護被捕中華人民共和國公民的权益。
2024年9月5日，两国建立战略伙伴关系。

## 經貿關係
- 中國大陸出口到加纳的商品（2012年）[17]
- 加纳出口到中國大陸的商品（2012年）[18]

中國大陸在2012年出口了31.2億美元到加纳，貨物有機械設備、金屬製品、紡織品、化工產品等，是加纳最大的進口來源地；加纳在同年出口了6.28億美元到中國大陸，78.5%的貨物是原油、錳礦等礦產品，其他貨物有木材、食物等。截至2014年，中華人民共和國是加纳的最大投资国，而加纳則是中華人民共和國第二大的工程承包市场。
中國企業在加纳承包的工程包括供水設施、橋梁、港口、發電廠等，例如當地的议会大楼就是由中國企業承建的；截止2010年，近30家從事工程承包的中國企业在加纳設立了办事处。

## 文化關係
加纳大学設有一所孔子学院，該学院在2014年5月正式開始運作，提供汉语、太极、中國茶藝、中國书法等课程；在加纳大学的附属学校，從幼稚園到初中二年级的学生都會學習汉语。從1984年到2014年，加纳有超過500名学生获得中華人民共和國政府提供的奖学金；截至2014年，加纳是最多人自费到中国留学的非洲国家。

## 援助
中华人民共和国在2009年開始派医疗队到加纳，医疗队向當地民眾和華人提供医疗服務；中华人民共和国第二批派到加纳的医疗队在2011年到達當地，队員有泌尿外科、神经内科、骨科、兒科等領域的医生，被中华人民共和国當局認為是广东省历來实力最雄厚的援外医疗队。中华人民共和国也曾在加纳市區援建太阳能路灯，解決市民夜行不便、夜间治安欠佳的問題。

## 外部連結
- 中华人民共和国驻加纳共和国大使馆官方网站（简体中文）（英文）
  - 中华人民共和国驻加纳共和国大使馆经济商务处官方网站（简体中文）
- 加纳驻华大使馆官方网站（简体中文）（英文）